# Allan H.S. Adair
Pour les articles homonymes, voir Adair.
Allan Henry Shafto Adair, né le 3 novembre 1897 à Londres et mort dans cette ville le 4 août 1988, 6e baronnet, est un officier britannique de la Seconde Guerre mondiale.

## Biographie
Major-general (général de division), Allan H.S. Adair débarque en Normandie le 26 juin 1944 à la tête de la célèbre division blindée des Guards. Sa première action est livrée lors de l'opération Goodwood, il participe ensuite à toutes les actions de la bataille de Normandie.
Il commande sa division lors de la fermeture de la poche de Falaise. Il poursuit les troupes allemandes en retraite vers le nord de la France et est engagé dans la libération de la Belgique en participant à l'opération Market Garden et aux batailles d'Arnhem et de Nimègue.

## Distinctions
- Ordre du Service distingué
- Ordre du Bain
- Croix de guerre 1939-1945
- Knight Bachelor